# Мали Острени
Мали Острени или Мало Острене (алб. Ostren i Vogël) је насељено место у општини Булћиза у округу Дибер, Албанија. Према попису из 1989. године било је 352 становника.
Према бугарском географу и историчару, Василу Канчову, у Малим Остренима је 1900. године живело 78 Словена хришћана и 400 Словена муслимана. Српски етнограф Миленко Филиповић, 1940 године наводи да су Мали Острени словенско село са око 150 муслиманских и 10 православних кућа.